# Јохан Каспар фон Зајлер
Јохан Каспар фон Зајлер (Марибор, 20. октобар 1802 — Беч, 10. фебруар 1888) био је аустријски судија и адвокат. Био је председник Општинског већа града Беча од 1848. до 1851. и први слободно изабрани градоначелник Беча (1851-1861).
Орденом Леополда одликован је 15. марта 1850. од стране цара Франца Јозефа. Тада је ступио у ред аустријског витешког реда. Десет година касније, 19. јануара 1860. је изабран за градоначелника Беча, а 6. априла 1860. унапређен је у аустријски баронски статус и свом имену додао титулу Фрајхер.

## Одрастање и брак
Јохан Каспар фон Зајлер је рођен као син Каспара Зајлера (1764—1856) и Антоније Едле фон Перицхофен и Еренхајмб (1777—1864). Од 1817. студирао је три године у Грацу, затим у Бечу. Докторирао је право на Универзитету у Бечу 1823. године. Године 1823. радио је као васпитач у кући Карла Леонхарда Графа Хараха. Потом је радио као судија од 1826, а од 1831 као судски адвокат и нотар у Бечу.
Јохан Каспар фон Зајлер био је ожењен Маријом, рођеном Вајгл (1802–1866 (или1863)), са којом је имао шесторо деце:
1. Јозеф Фрајхер фон Зајлер, рођен 1833., судски и судски адвокат,
2. Алојз фон Зајлер, 1833–1918, Хабзбуршки дипломата, тајни саветник, изасланик и опуномоћени министар,
3. Антон Фрајхер фон Зајлер (рођен 1835.) управник предионице памука у Потендорфу,
4. Марија Валпурга фон Швајгер (рођена 1836.),
5. Виктор Фрајхер фон Зајлер (1838–1866), официр,
6. Максимилијан Фрајхер фон Зајлер (рођен 1872.), саветник Вишег окружног суда.

## Каријера у политици
У току револуције 1848. конзервативни либерал Зајлер је изабран у Градско веће Беча и био његов председник до 1849. године. Привремени општински законик донет 17. марта 1849. године потврдио је следеће године цар Франц Јозеф и ступио је на снагу 9. марта 1850. Дана 26. јануара 1851. године изабран је за градоначелника Беча.

## Градоначелник Беча
Током Зајлеровог мандата као градоначелника Беча, главни догађаји су били венчање цара Франца Јозефа са Елизабетом Баварскојм и низ важних урбанистичких мера као што су рушење бечког градског зида, планирање и почетак изградње бечке Рингштрасе, планирање прве бечке гасне расвете, регулација Дунава и градња Средишњег бечког гробља. Године 1860. отворена је железничка линија Беч-Салцбург-Минхен. 1865. године делимично је отворена бечка Рингштрасе.
Посебно је, као градоначелник, водио рачуна о санитарном и школском систему, као и о проширењу расвете и поплочавању улица. Паметно и штедљиво је управљао градским финансијама, што је омогућило завршетак обимних пројеката и, упркос смањењу прихода, избегнуто је повећање градског дуга.
Према Бечком градском архиву, имовина града износила је 10 милиона гулдена када је Зајлер напустио канцеларију градоначелника. Зајлерово беспрекорно обављање функције препознали су и његови противници и новине, јер Зајлер никада није покушао да профитира лично, већ се чак одрекао годишње плате од 10.000 гулдена.
Године 1861. Зајлер је одбио реизбор за градоначелника и од тада је живео повучено.

## Смрт
Умро је у 85. години живота и сахрањен је на парохијском гробљу у Пенцингу. Пенцинг је тада био предграђе Беча, али је 1890 припојен престоници.

## Почасти
Портрет градоначелника Зајлера дело сликара Фридриха фон Амерлинга виси у Црвеном салону Бечке градске куће, којег градоначелници користе за пријеме. Документи из Зајлеровог живота чувају се у Бечком музеју и Градској библиотеци Беча, као на пример, Зајлерова преписка са Франц Листом, Јоханом Нестројем и другима.

### Ордење:
- 15. марта 1850. Витез царског Леополдовог реда, племство
- 26. марта 1850. почасни грађанин града Марбурга (Марибор)
- 14. јуна 1859. почасни грађанин града Аграма (Загреб)
- 6. марта 1860. почасни грађанин града Граца
- 2. априла 1860. почасни грађанин града Офена (Будимпешта)
- 6. априла 1860. уздизање у баронски чин (Фрајхер)
- Почасни члан Привредне коморе Беча, Бечке комерцијалне академије, Друштва бечких уметника